# 业勤纱厂

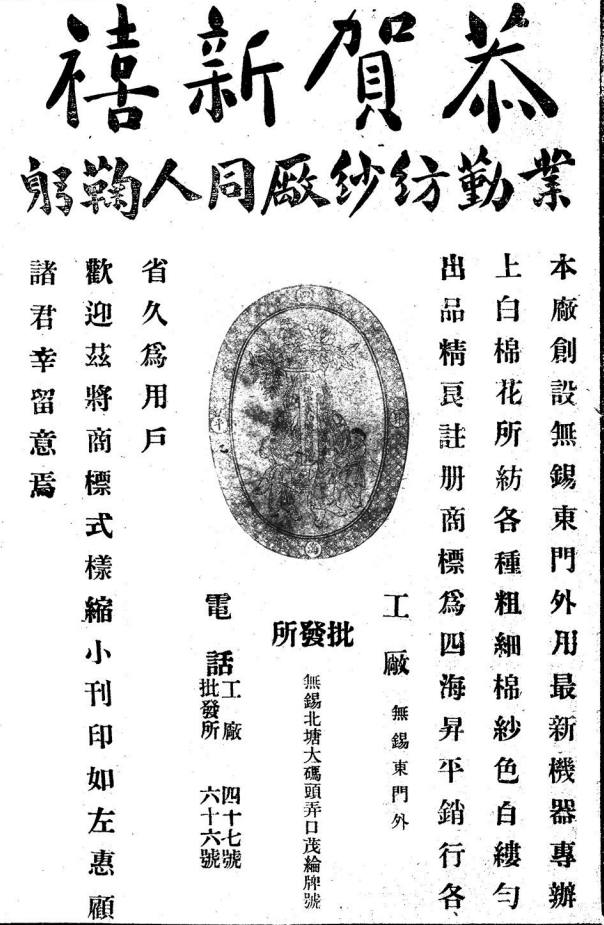
1924年元旦《无锡新报》的业勤纱厂恭贺新禧广告

业勤纱厂，是清朝、中华民国时期在江苏无锡县的一个纱厂，1937年被侵华日军烧毁。

## 沿革
清光绪二十一年（1895年），杨宗濂、杨宗瀚兄弟在东门外羊腰湾兴隆桥堍创办业勤纱厂，常州表弟刘鹤笙、刘叔培（两人为刘纶后人）入股，工厂取义“业精于勤荒于嬉”。该工厂为无锡第一家机器工业厂，也是当时清朝第一家商办纺织厂，原始资本24万两白银，占地40亩，厂房建筑为西洋式砖木结构两层大楼。建厂购机一度资金衰竭，因此之杨宗翰赶赴南京，请两江总督刘坤一相助。次年正式开工生产，主要设备均进口自英国。纱锭经二次增添有13832枚。日夜出14支纱l万余磅。光绪三十二年（1906年）、三十三年，杨氏兄弟相继去世，纱厂成为两人子弟家族相争的目标，至此工厂管理混乱。1937年，纱厂被日军烧毁。 